# سكوت بايو
سكوت بايو (بالإنجليزية: Scott Baio)‏ مواليد 22 سبتمبر 1961 في بروكلين، نيويورك، الولايات المتحدة، هو ممثل ومخرج أمريكي بدأ مسيرته الفنية سنة 1971.

## الأعمال

### مسلسلات
- أيام سعيدة (1977)
- قارب الحب (1977)
- جزيرة الفنتازيا (1979)
- أليس في بلاد العجائب (1985)
- فول هاوس (1989)
- دياجنوسيز: موردر (1993)
- المربية (1998)
- ممسوس بملاك (2001)
- عائلة بلوث (2005)

## روابط خارجية
- سكوت بايو على موقع IMDb (الإنجليزية)
- سكوت بايو على موقع روتن توميتوز (الإنجليزية)
- سكوت بايو على موقع ألو سيني (الفرنسية)
- سكوت بايو على موقع تيرنر كلاسيك موفيز (الإنجليزية)
- سكوت بايو على موقع أول موفي (الإنجليزية)
- سكوت بايو على موقع قاعدة بيانات الأفلام السويدية (السويدية)
- سكوت بايو على موقع إن إن دي بي (الإنجليزية)
- سكوت بايو على موقع قاعدة بيانات الفيلم (الإنجليزية)
- سكوت بايو على موقع كينوبويسك (الروسية)